# میشل کرون
میشل کَرون (فرانسوی: Michel Caron‎؛ ‏ ۲۹ آوریل ۱۹۲۹ – ۳ سپتامبر ۲۰۰۱) بازیگر و خواننده اپرای اهل فرانسه بود.
از فیلم‌هایی که وی در آن‌ها نقش داشته‌است، می‌توان به ارکستر سرخ اشاره نمود.